# Erik Brandis
Erich von Brandis (Erik Brandis; Betnava, 30. travnja 1834. – Travnik, 3. siječnja 1921.) bio je austrijski katolički svećenik, isusovac, botaničar i profesor.

## Životopis
Rođen je 30. travnja 1834. u grofovskoj obitelji, u dvorcu Betnava između Maribora i Graza. Privatno je završio osnovnu školu i gimnaziju. Maturirao je 1851. godine u Pragu, a zatim je studirao pravo u Louvainu i Innsbrucku. Diplomirao je 1855. godine te je stupio u Isusovački red.
U Innsbrucku je 1863. završio studij teologije i filozofije, a 1865. postao je profesor prirodnih znanosti. Kao profesor službovao je u Kalocsi, Kalksburgu kod Beča, Zagrebu, Kapornaku, Bratislavi, Trnavi  Travniku i dr.
U svojim florističkim istraživanjima proučio je temeljito Travnik i njegovu okolicu. Otkrio je dotad razne nepoznate biljne vrste u Bosni. Osnovao je 1884. godine pri travničkoj gimnaziji prirodoslovni kabinet. Životno mu je djelo tzv. Brandisov herbar, botanička zbirka koju sačinjava oko 13.000 biljaka.
Osim njemačkoga i latinskoga, govorio je hrvatski, slovenski, slovački, poljski, mađarski, talijanski, francuski i engleski.
Umro je 3. siječnja 1921. i pokopan je na groblju Bojni u Travniku.

## Počasti
- Ulica Erika Brandisa u Travniku.[1]
- Planinarski dom „Erik Brandis” na Vlasici.[3]

## Djela
- „Prilog flori Bosne i pogranične Hercegovine” (koautor J. Freyn, 1888.)
- „Botanički prilozi o flori Travnika u Bosni” (1890.)

### Članci
- Balabanić, Josip. 1989. Brandis, Erik. Hrvatski biografski leksikon. Zagreb.  journal zahtijeva |journal= (pomoć)
- Lončarević, Vladimir. 2017. Draži od bečkih časti bio mu je siromašni narod Bosne. Erik Brandis – legendarni profesor i glasovit prirodoslovac. Glas koncila. Zagreb. Pristupljeno 4. travnja 2025.

### Mrežna sjedišta
- Planinarski dom Erik Brandis. Planinarski savez Herceg-Bosne. Pristupljeno 4. travnja 2025.

## Vanjske poveznice
Ostali projekti
|  | Wikicitati imaju zbirke citata o temi Erik Brandis |